# Paul Frank
Paul Frank (29 augustus 1967) is een Amerikaanse kunstenaar en modeontwerper. Zijn creaties zijn onder andere kleding en accessoires. Hij heeft ook een aantal personages bedacht, waarvan Julius the Monkey een van de bekendste is.

## Biografie
In de jaren 1990 studeerde Frank aan het Orange Coast College. Hij deed daar de opleiding Schone Kunsten. Om kleine zelfgemaakte naaiproducten te maken kocht hij een naaimachine. Op een dag maakte hij met wat overgebleven oranje stof een portemonnee en nadat zijn vrienden zijn werk zagen, drongen zij er bij hem op aan om meer accessoires te maken. Daarna begon hij spullen te maken zoals gitaarriemen en rugzakken.

## Carrière
Om te voldoen aan de vraag naar zijn producten, startte Frank een paar jaar later het bedrijf Paul Frank Industries op. Overdag ging hij naar zijn reguliere baan en in zijn vrije tijd maakte hij de producten. Nadat hij van een van zijn vrienden 5000 dollar had geleend kocht hij een zakelijke vergunning en stopte hij met zijn baan. Op dit moment staat het hoofdkantoor van zijn bedrijf in Costa Mesa. Op het Amerikaanse continent staan winkels in Zuid-Californië, San Francisco, New York, Dallas, Las Vegas en Chicago. Wereldwijd staan er winkels in Londen, Amsterdam, Berlijn, Athene, Seoel, Bangkok en Japan.
In 1999 werkte Paul Frank voor het eerst samen met een band, genaamd The Aquabats. Sindsdien werkte Frank met verschillende bands waaronder Bad Religion, Radiohead, The Vandals, Alkaline Trio, Tool, en Pretty Girls Make Graves. Andere muzikale samenwerkingen zijn het Coachella, Lollapalooza en het radiostation KROQ in Los Angeles.
Paul Frank heeft al samengewerkt met diverse artiesten en bedrijven, waaronder Mattel, Oscar Mayer, Elvis Presley, Andy Warhol, Wahoo's Fish Tacos, John Deere, Nirve Fietsen, Obey Giant, Pro Keds, Mark Ryden, Thomas Campbell, Hello Kitty, en LEGO.
Nadat Frank uit de firma was gegooid, startte hij in 2006 een rechtszaak tegen zijn oude zakenpartner, omdat die nu zijn eigen naam heeft en niet meer mag worden gebruikt voor andere design-projecten. Met Treestitch design, leidt Paul Frank op dit moment een nieuwe ontwerpstudio, waar hij kleding en textiel ontwerpt voor grote bedrijven. Daarnaast doneert hij aan verschillende goede doelen, evenementen, tentoonstellingen en musea.

## Bekende figuren
Bekende figuren zijn Paul Frank Julius Skurvy, Clancy en Worry Bear. Zijn werk is verschenen in talloze films, waaronder het derde deel van de Austin Powers-serie.
Sommige figuren bedacht door Paul Frank zijn:
- Julius, een aap
- Clancy, Clancy, een kleine giraffe
- Cornelius (Clancy's oudere broer), een iets grotere giraffe
- Vic, een slak
- Worry Bear
- Sheree L. Bandit, een wasbeer
- Todd Spicoli, een hamster
- Elaine, een hert
- Ellie, een olifant
- Bunny Girl, een meisje met een bunny kostuum
- Skurvy, een schedel
- Mr. Owl, een uil
- Shaka Brah Yeti, een yeti
- Devil Julius, de kwade neef van Julius
- Marsh Mellows, de warme chocolademelk stroomversnellingen rijders
- Arthur, een flamingo
- Hulius, een Hawaïaanse versie van Julius
- Brace Face, een aap met beugels
- Will, een kleine muis
- Cha Cha, een koala